# ワイヤボンダ
ワイヤボンダ（英: wire bonder）とは、集積回路とその他の電子部品との接続や、プリント基板同士の接続、集積回路内部の接続（いわゆるワイヤ・ボンディング）に用いられる装置。

## 概要
ワイヤボンダはリード電極の接続に用いられる装置である。技術革新によって完全自動化されるに至っている。

## 主な製造メーカー
- 新川
- カイジョー
- 超音波工業
- Kulicke & Soffa
- ASM Pacific